# Список об'єктів, названих на честь Евкліда
Наступне було названо на честь Евкліда (грец. Ευκλείδης; близько 365 — близько 300 до н. е.) — старогрецького математика:
- Теорема Евкліда
- Перша теорема Евкліда
- Лема Евкліда
- Алгоритм Евкліда
- Розширений алгоритм Евкліда
- Евклідова геометрія
- Евклідова відстань
- Евклідова норма
- Евклідове кільце
- Евклідів простір
- Евклідів сад
- Евклідова топологія дійсної прямої
- Начала Евкліда
- Аксіома паралельності Евкліда
- 4354 Евклід — астероїд головного поясу